# Twink (男同性恋俚语)

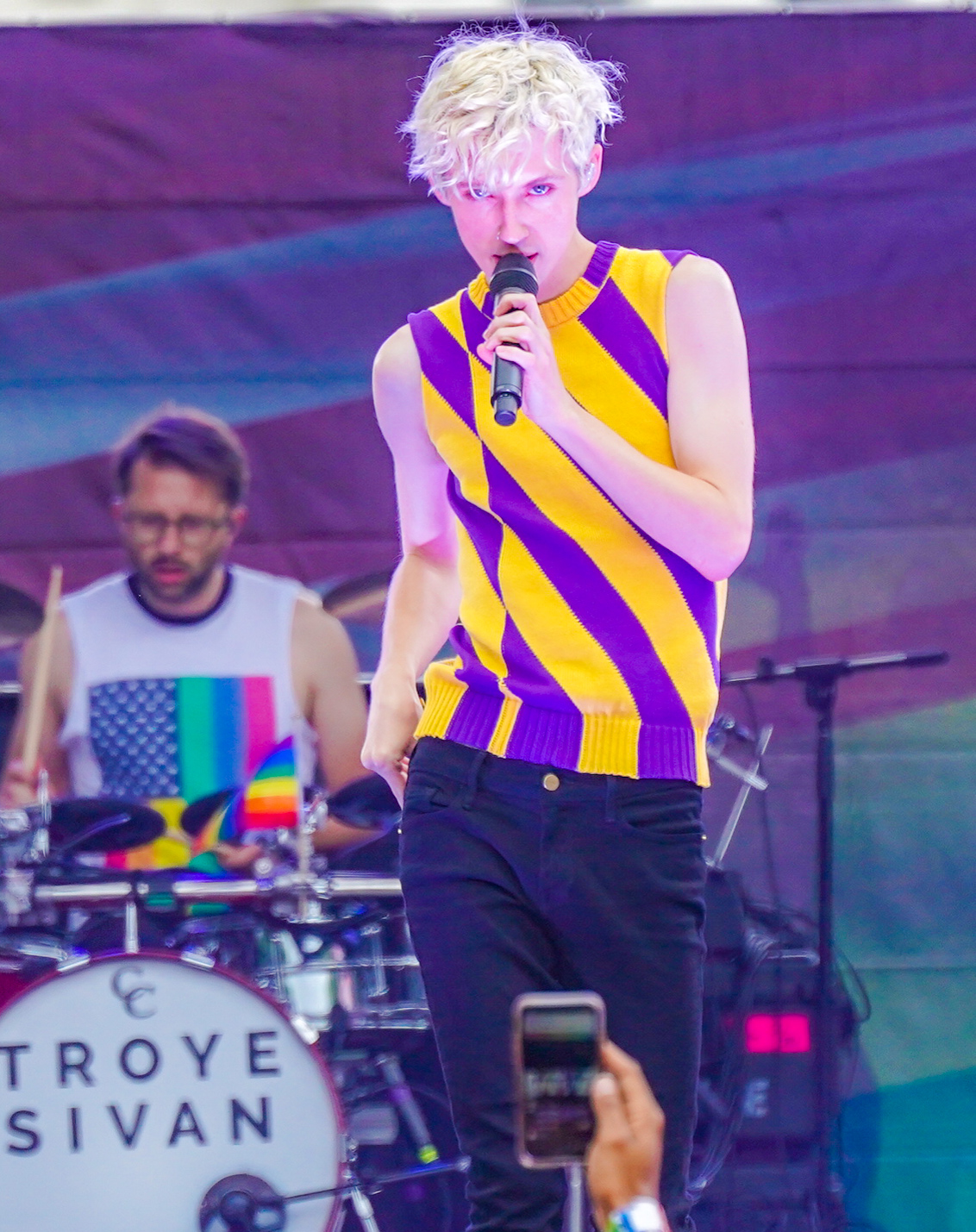
澳大利亚创作歌手特洛伊·希文被媒体广泛评价为“twink”，而他本人也自我描述为这个称呼。

“Twink”是一个男同性恋俚语，常用来形容年龄介乎十几到二十几岁之间的男性，他们通常有着苗条至中等的体型和年轻的外表，并且几乎没有體毛，往往打扮华丽。可以用作中性描述词，對比于“熊”，也可以用作贬义词。

## 词源

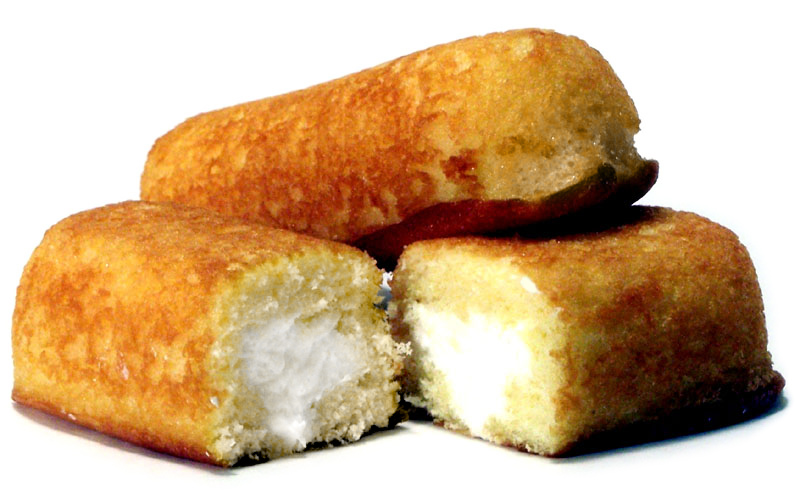
两个奶油夹心海绵蛋糕，可能是“Twink”一词的來源之一。

一词的确切起源存在争议。一些文献将其追溯于1963年，尽管它可能源自一个更古老的英国同性恋俚语词汇，意为“同性交易中的男性性工作者，一个愿意成为任何支配型男性的‘伴侣’的男人”。线上版牛津词典则称源自1970年代。
该词另一个可能的起源是美国的奶油夾心海綿蛋糕。这种食物被描述为“只有较少的营养价值，口感甜美，充满奶油”；作为类比，年轻男性被描述为“身材矮小、白肤金发碧眼，以及充满奶油（creme）”，其中在英文中是精液的委婉语。
“Teenaged, white, into no kink”（不喜欢特殊性行為的少年感白人）的逆向首字母缩略词可以构建出，虽然这一特征并不被普遍接受为将某个个体分类为的充分必要条件。

## 使用

### 流行文化
喬·麥金尼斯在他的著作《永远不够》（Never Enough）中，描述了发生在2003年香港的简崇诺谋杀案，在法庭案件中，“twink”被定义为“一种同性恋俚语术语，用于指称年龄在18至23岁之间、身材纤瘦、几乎没有體毛的男同性恋，他们通常是金发，但未必是高加索人种”。
这个术语偶尔也用来形容一些瘦弱且拥有少年感的直男名人，比如提摩西·夏勒梅。但out.com的梅伊·吕德（Mey Rude）反对将其用来指代非同性恋男性。

### 男同性恋次文化

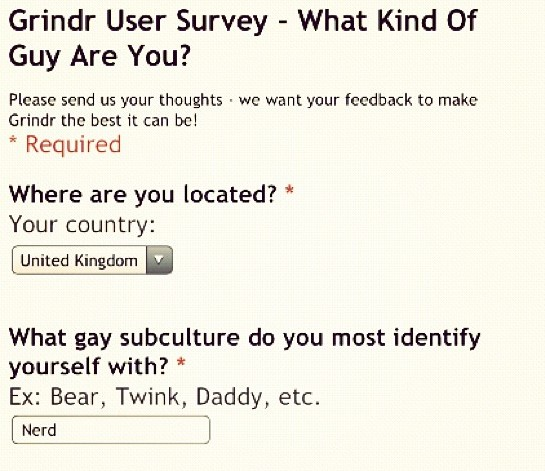
Grindr在2017年更新之前，询问用户他们认同为哪种亚文化，“twink”是其中的样例之一。

该术语还是男同性恋文化内的一个次文化。同性恋社群成员可能会自我认同为，但他们的稳定认同主要来自其他成员的接受。
热门同性恋男性约会应用程序Grindr将这一术语列为许多“部落”之一，供用户“识别自己所属的小众群体，并通过筛选搜索来找到他们喜欢的类型的人”。

### 男同性恋色情
在全球消费男同性恋色情产业被广泛归为一种类型。该词还衍生出了例如（阴柔twink）、（欧洲twink）和（肌肉twink）等诸多变体。

## 评价
苏珊·德赖弗（Susan Driver）认为，一词基于年龄歧视和种族主义。而琼斯、夏尔达和埃利奥特注意到，一些声称“只被儿童吸引”的人提到，观看色情作品对他们来说是一种合法的性释放途径。

## 延伸阅读
- Hart, Jack. . Alyson Books. 1998. ISBN 1-55583-468-X.
- Rodgers, Bruce. . Straight Arrow Books（英语：Straight Arrow Press）. 1972. ISBN 0-87932-026-5.
- Stewart, William. . Cassell. 1995. ISBN 0-304-34301-3.